# Mammal Species of the World
Pour les articles homonymes, voir MSW.
Mammal Species of the World (MSW) :  « Les espèces de mammifères du monde »), nom complet Mammal Species of the World: A Taxonomic and Geographic Reference ( « Les espèces de mammifères du monde : Une référence géographique et taxonomique ») est un ouvrage scientifique de référence en zoologie dans le domaine de la mammalogie, fournissant des descriptions et des données bibliographiques sur les espèces connues de mammifères.
Elle est publiée aux presses de l'université Johns-Hopkins par la société savante américaine American Society of Mammalogists.

## Éditions sur papier
La première édition de Mammal Species of the World : A taxonomic and geographic reference est publiée en 1982, avec pour auteurs James H. Honacki, Kenneth E. Kinman, et James W. Koeppl, par Allen Press et l'Association of Systematics Collections. La seconde édition, de D. E. Wilson et D. M. Reeder, a été publiée en 1993 par la Smithsonian Institution. La troisième édition de cet ouvrage a été revue et augmentée par les mêmes auteurs, et publiée en 2005 par Johns Hopkins University Press.

## Base de données en ligne
Mammal Species of the World, 3rd Edition (MSW3), est une base de données consultable en ligne, traitant de la taxonomie des Mammifères et basée sur la publication de 2005, enrichie des espèces mentionnées dans D. M. Reeder , K. M. Helgen et D. E. Wilson, Global Trends and Biases in New Mammal Species Discoveries (2007).

## Pertinence deMammal species of the Worldaujourd’hui
Le Comité de la liste de contrôle (Checklist Committee) de l’American Society of Mammalogists était chargé de compiler et de mettre à jour le MSW. Dans son rapport annuel de 2015, le Comité indiquait qu’il avait conclu un contrat avec les Johns Hopkins Press pour la publication de la quatrième édition du MSW, qui devait être éditée par DeeAnn M. Reeder et Kristofer M. Helgen. La base de données a été rendue modifiable par les auteurs, afin de permettre des mises à jour plus fréquentes du site web. La publication de la quatrième édition était initialement prévue pour 2017, puis reportée à 2019, mais elle n’a toujours pas été publiée en 2025. Le Comité de la liste de contrôle a depuis été transformé en Biodiversity Committee, qui a publié en 2018 et maintient désormais la Mammal Diversity Database.